# Mosselcultuur

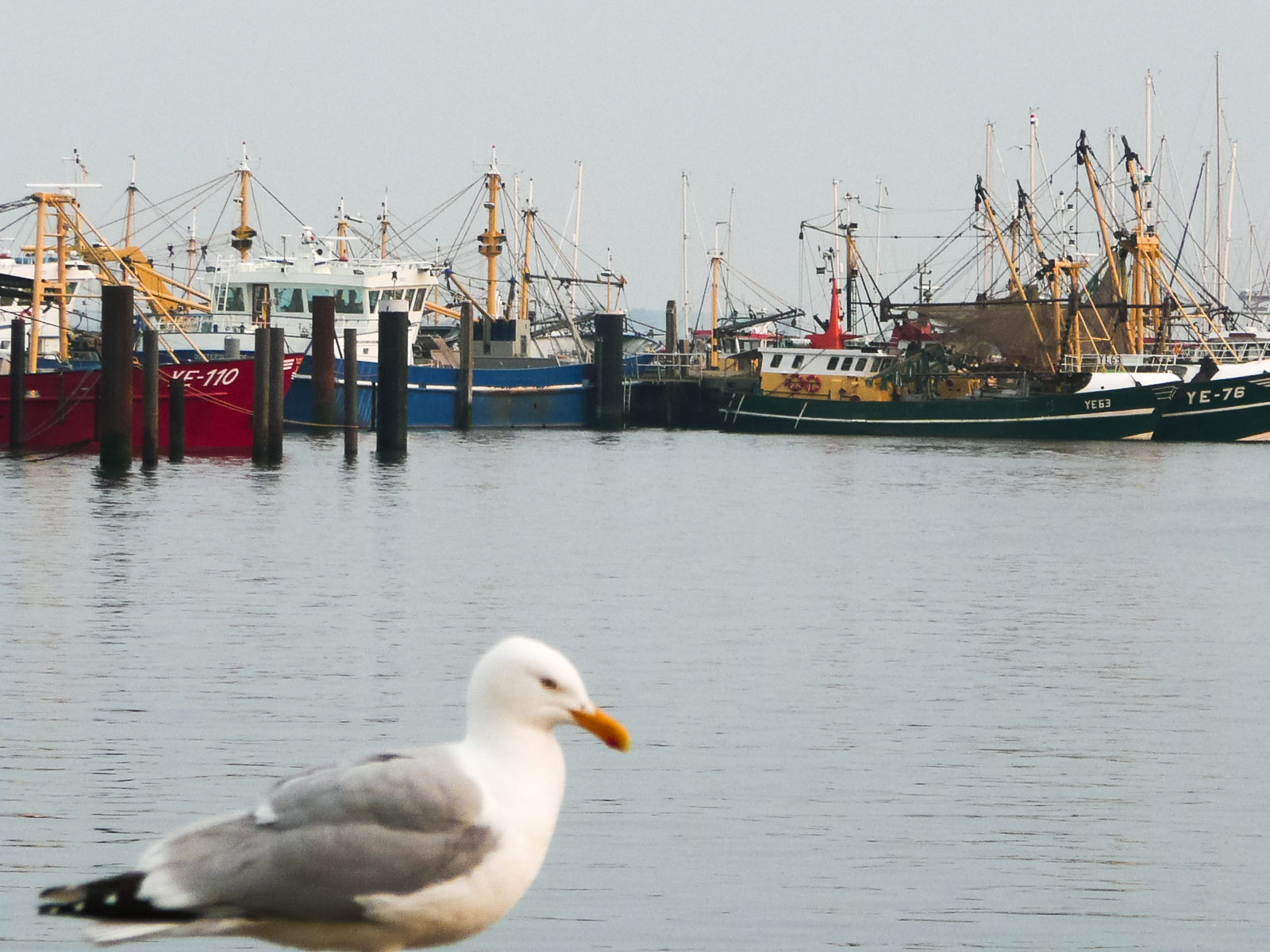
Mosselkotters in de haven van Yerseke

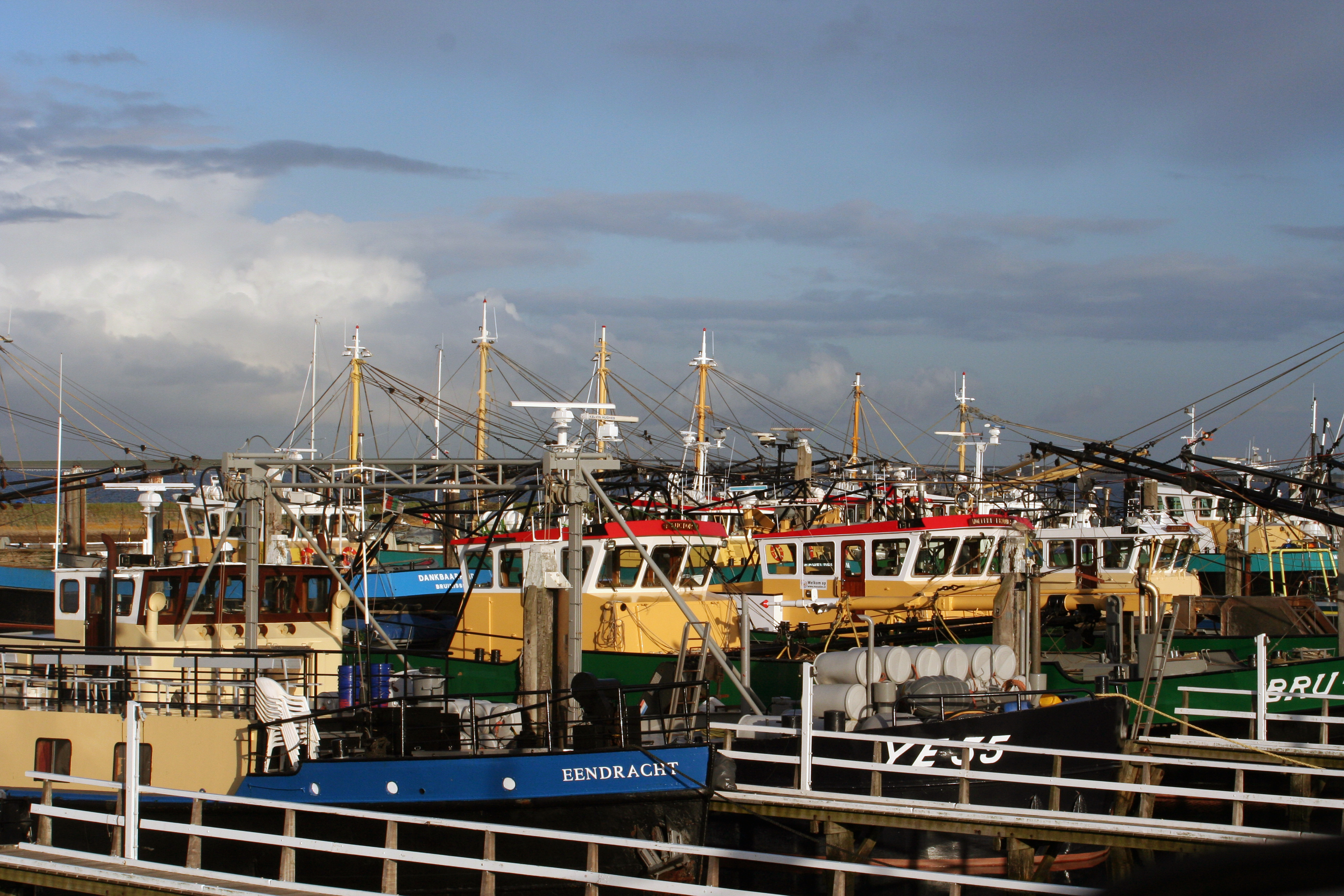
Mosselkotters in de haven van Bruinisse

De mosselcultuur is het op gestructureerde wijze kweken van en vissen op mosselen.

## Geschiedenis
Reeds duizenden jaren werden mosselen door kustbewoners op natuurlijke mosselbanken verzameld om ze als voedsel te gebruiken. In de 15e eeuw ontdekte men dat men een overschot aan mosselen ook dichter bij huis overboord kon zetten, waarop ze verder groeiden en alsnog geoogst konden worden.
Toen de vraag naar mosselen toenam, leidde dit in de Zeeuwse wateren tot overbevissing, terwijl er ook onenigheid tussen de vissers onderling optrad. Daarom werd in 1825 de "wilde" mosselvangst van overheidswege gereguleerd. Dit betekende dat de vangstperiode, de vismethode en de grootte van de aangevoerde mosselen werd vastgelegd. De toewijzing van percelen gebeurde door loting. Vanaf 1870 werden de mosselgronden verpacht.
Allereerst wordt het mosselzaad (de larven) gevist. Dit gebeurt enkele weken in het voorjaar en enkele weken in het najaar. De larven zweven vrij in het water, maar als hun schelp zich begint te ontwikkelen zakken ze naar de bodem (zaadval). Met byssusdraden hechten ze zich dan vast aan de bodem en aan elkaar, waardoor mosselbanken ontstaan. Het zaad wordt gebracht op de meest geëigende percelen, waar de mossel in twee jaar tijds tot een consumptiemossel uitgroeien. De mosselen worden hierbij voortdurend verplaatst naar het op dat ogenblik beste perceel.
Mosselvisserij was in het verleden meer verbreid dan tegenwoordig. Boekhoute en Philippine waren belangrijke plaatsen voor deze bedrijfstak. Zo werd mosselzaad in de Braakman uitgezet dat afkomstig was van de Zuiderzee en van strandhoofden van de Zeeuws-Vlaamse kust en de Belgische havens. In topjaar 1911 werden in Philippine ongeveer 13 kton mosselen verhandeld. Daarna ging het bergafwaarts, door mosselziekten maar ook door bedijkingen van de Braakman. De definitieve afsluiting ervan in 1952 betekende ook het einde.

## Heden
De mosselvissers beschikken tegenwoordig over mosselkotters, die werken met de boomkor. Yerseke heeft er dertig, Bruinisse twintig. Ook Zierikzee, Tholen, Hontenisse en Wieringen hebben mosselkotters.
De verkochte mosselen worden door de handelaar eerst naar verwaterpercelen gebracht met harde bodem, waardoor de mosselen zand en andere verontreinigingen verliezen.
De mosselen worden vers verkocht of verwerkt tot conserven en diepvriesproducten.
Kweekpercelen bevinden zich tegenwoordig in de Waddenzee en in de Oosterschelde.